# San Pedro de Barva
San Pedro es un distrito del cantón de Barva, en la provincia de Heredia, de Costa Rica.

## Geografía
San Pedro cuenta con un área de 2,47 km² y una altitud media de 1170 m s. n. m.

## Demografía
Para el año 2022, San Pedro cuenta con una población estimada de 12 603 habitantes, y para el último censo efectuado, en 2011, San Pedro contaba con una población de 9932 habitantes.

## Localidades
- Poblados: Bosque, Calle Amada, Calle Los Naranjos, Máquina, Mirador, Morazán, Segura, Vista Llana.

## Transporte

### Carreteras
Al distrito lo atraviesan las siguientes rutas nacionales de carretera:
- Ruta nacional 126
- Ruta nacional 128